# Palpita angusta
Palpita angusta là một loài bướm đêm trong họ Crambidae.